# Cousin
Cousin (także: North Cousin) – wyspa na Oceanie Indyjskim, należąca do Republiki Seszeli. Leży około 2 km na zachód od Praslinu i tuż przy wyspie Cousine. Powierzchnia Cousin wynosi ok. 27 ha, co czyni ją jedną z najmniejszych granitowych Wysp Wewnętrznych.

## Warunki naturalne
Wyspa leży około 2 km na zachód od Praslin. Jej maksymalna wysokość to 69 m n.p.m. W większości pokryta lesistym płaskowyżem; wśród jego roślinności dominują Pisonia grandis, Morinda citrifolia oraz Ochrosia oppositifolia. Wybrzeże niemal w całości pokrywa plaża, której parametry zmieniają się co monsun; rosną na niej drzewa rzewni skrzypolistnej (Casuarina equisetifolia) oraz kokosy właściwe (Cocos nucifera). Południowe wybrzeże skaliste. W centrum południowej części wyspy znajduje się najwyższe nań wzniesienie. Tamtejsze obszary porasta las złożony m.in. z Pandanus balfourii, Ficus reflexa, F. lutea, Euphorbia pyrifolia. Miejscami występują namorzyny oraz okresowe zbiorniki słodkowodne. Niegdyś wyspa Cousin była użytkowana jako plantacja kokosów, obecnie większość tych drzew została wycięta.

## Fauna
Na wyspie rozmnażają się żółwie szylkretowe (Eretmochelys imbricata), okazjonalnie i zielone (Chelonia mydas). Z innych gadów występują tu trzy gatunki scynkowatych: Mabuya wrightii, M. seychellensis oraz Pamelascincus gardineri, a także dwa gekony, Phelsuma astriata wraz z Ailuronyx sechellensis – wszystkie to endemity w skali kraju. Obecne są małe populacje żółwi Pelusios subniger i żółwi olbrzymich (Dipsochelys dussumieri).

### Awifauna

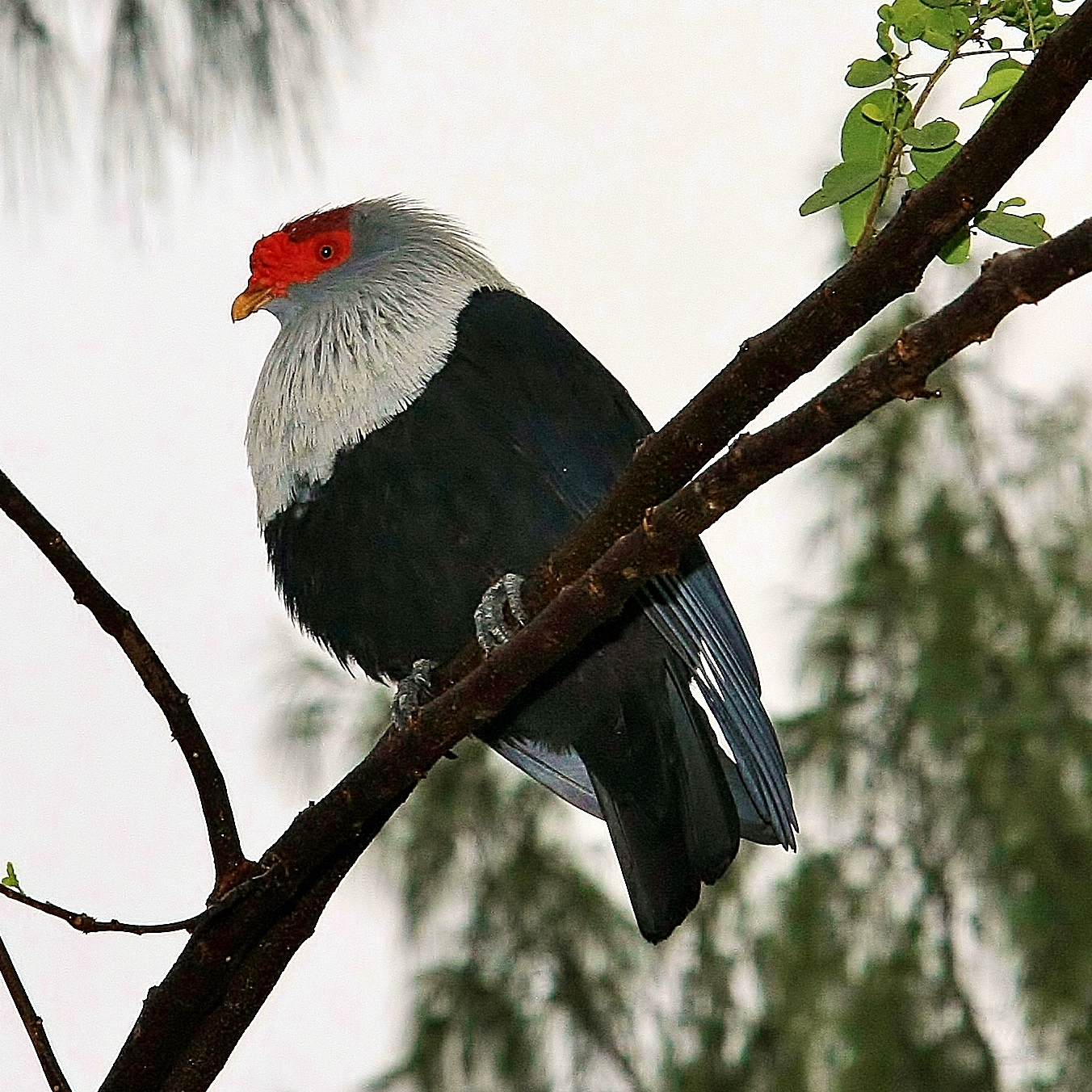
Koralczyk czerwonogłowy (Alectroenas pulcherrima) – endemiczny dla Seszeli gołąb, który zasiedla m.in. wyspę Cousin

Od 2011 BirdLife International traktuje wyspę jako ostoję ptaków IBA. Wskazuje 7 gatunków, które zaważyły na jej wyznaczeniu („trigger species”). Należy do nich zagrożony sroczek seszelski (Copsychus sechellarum), narażony namorzynek seszelski (Acrocephalus sechellensis) oraz bliski zagrożenia wikłacz seszelski (Foudia sechellarum). Pozostałe trzy gatunki uznano za najmniejszej troski; są to: burzyk klinosterny (Ardenna pacifica), faeton żółtodzioby (Phaethon lepturus) oraz rybołówka cienkodzioba (Anous tenuirostris). Oprócz ptaków uwzględnionych przez BidLife przy tworzeniu ostoi napotkać można na wyspie inne seszelskie endemity – nektarniki żółtoplame(Cinnyris dussumieri) i koralczyki czerwonogłowe (Alectroenas pulcherrimus) – ogółem na wyspie występuje 5 spośród 11 endemicznych dla archipelagu gatunków ptaków. Do innych ptaków gniazdujących na Cousin należy atolówka (Gygis alba), rybitwa brunatna (Anous stolidus), rybitwa brunatnogrzbieta ( Onychoprion anaethetus), burzyk równikowy (Puffinus lherminieri) oraz burzyk klinosterny (Puffinus pacificus).

## Ochrona przyrody
Oprócz posiadania miana ostoi ptaków wyspa Cousin objęta jest również rezerwatem ścisłym (1a w klasyfikacji stosowanej przez IUCN), prawnie chronionym. W 1969 rząd seszelski uznał Cousin za rezerwat naturalny. Od 1975 figuruje jako rezerwat specjalny, a oprócz części lądowej rezerwat obejmuje także obszar wodny 400 m od wybrzeża.
W 1968 wyspa została zakupiona przez obecne Birdlife, a wtedy International Council for Bird Protection. Celem zakupu było ocalenie namorzynków seszelskich, wtedy żyjących na wyspie w liczbie 26. Środowiskiem ich życia na wyspie były namorzyny, częściowo zmienione pod uprawę kokosów – wycięcie plantacji celem przywrócenia naturalnego składu flory było pierwszym celem do zrealizowania. Następnie gatunek reintrodukowano na inne wyspy Seszeli. (W 2015 te ptaki zasiedlają pięć wysp).